# 陸スイ
陸 倕（りく すい、470年 - 526年）は、南朝斉から梁にかけての官僚・文学者。字は佐公。本貫は呉郡呉県。南朝斉の竟陵王蕭子良のもとに集まった文人「竟陵八友」の一人。

## 経歴
斉の太常卿の陸慧曉の子として生まれた。若くして学問にはげみ、文章を得意とした。17歳のとき、揚州の秀才に挙げられた。竟陵王蕭子良が鶏籠山に西邸を開いて当時の優れた文人たちを集めると、陸倕もこれに参加した。議曹従事参軍として召され、廬陵王法曹行参軍に転じた。
梁の天監初年、安成王蕭秀の下で右軍外兵参軍となり、主簿に転じた。臨川王蕭宏の下に転じて、驃騎東曹掾をつとめた。武帝の命により「新漏刻銘」の刻字を選び、その文章の美しいことで知られた。太子中舎人に転じ、東宮の書記を管掌した。また武帝の命により「石闕銘記」を作って奏上した。太子庶子・国子博士に転じたが、母が死去したため、辞職して喪に服した。喪が明けると、中書侍郎となり、給事黄門侍郎・揚州別駕従事史をつとめた。病のために解任を願い出て、鴻臚卿に転じた。入朝して吏部郎となり、参選事をつとめた。
晋安王蕭綱の下に転じて雲麾長史・尋陽郡太守・行江州府州事として出向した。公の事件のためにひとたび免官され、中書侍郎・司徒司馬・太子中庶子・廷尉卿を歴任した。再び太子中庶子となり、給事中・揚州大中正の任を加えられた。また中庶子・中正のまま国子博士に任じられた。さらに中正のまま太常卿を代行した。普通7年（526年）、死去した。享年は57。文集20巻があり、当時に通行した。

## 人物・逸話
- 邸内に2間の茅屋を建て、人づきあいを断って昼夜に読書する生活を数年続けた。
- 書物を一遍読むと暗誦することができるといわれた。人に『漢書』を借りたことがあったが、五行志4巻を無くしてしまい、暗記していたものを写して返すと、抜け落ちているところがほとんどなかった。
- 幼くして母方の祖父の張岱に珍しがられ、張岱はつねづね「この児は汝が家の陽元（魏舒）なり」と子どもたちに言っていた。
- 任昉と仲が良く、「感知己賦」を作って任昉に贈った。任昉が御史中丞となると、陸倕は殷芸・到漑・劉苞・劉孺・劉顕・劉孝綽らとともに任官を祝う宴会に参加し、その宴を「龍門の遊」と称した。

## 子女
- 陸纘（四男、幼くして聡明で、10歳で経典に通じて、童子奉車郎となったが、早逝した）
- 陸緬（一目では判別できないほど陸倕に似ていたとされる）

## 伝記資料
- 『梁書』巻27 列伝第21
- 『南史』巻48 列伝第38